# Sirolo
Sirolo est une commune d'environ 4 079 habitants, située dans la province d'Ancône, dans la région Marches, en Italie centrale.

## Géographie
Sirolo se trouve à 125 mètres d'altitude, au sud et aux flancs du mont Conero au bord de la mer Adriatique.
La quasi-totalité de son territoire fait partie du parc naturel régional du Conero. Ce parc, mis en place en 1987, est considéré par la Ligue italienne de protection des oiseaux comme l’un des sites italiens les plus importants pour l'observation ornithologique. Il est extrêmement riche en flore typique du maquis méditerranéen (arbousier, chêne, pin d'Alep, genêt, if, etc.) et en faune (chevreuil, sanglier, loup des Apennins, renard, écureuil, fouine, belette, lièvre, faisan, perdrix, geai). C'est un lieu de nidification du faucon pèlerin, du passereau solitaire, on y trouve la nymphale de l'arbousier.
Sirolo a reçu sans interruption depuis 1994 le pavillon bleu de la fondation pour l'éducation à l'environnement pour la qualité de ses eaux de baignade et pour la gestion écologique du territoire. Sirolo a aussi reçu 4 voiles de l'association Legambiente. C'est une des rares communes italiennes à avoir la certification écologique ISO 14001.

## Histoire

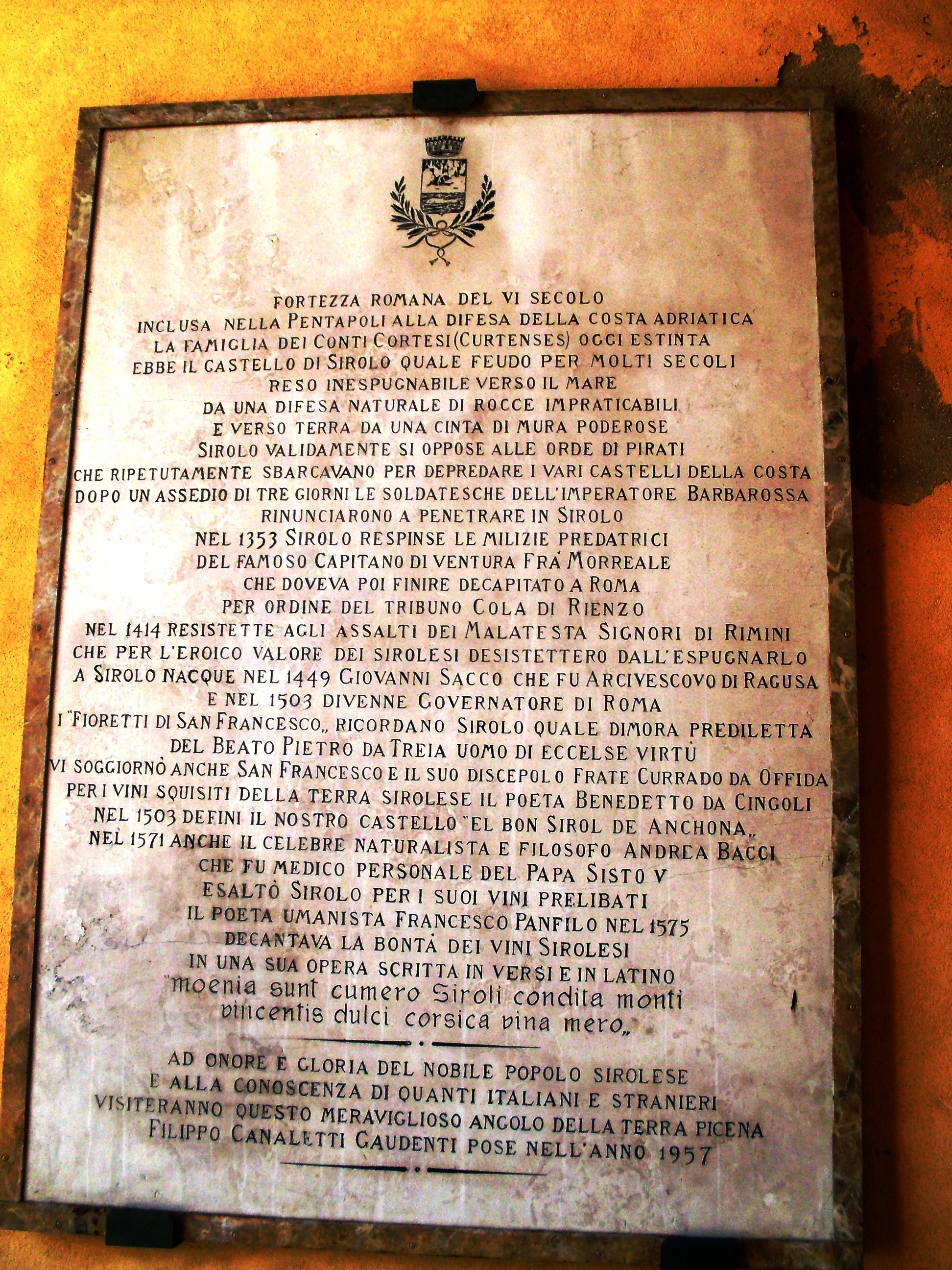
Plaque sur l'arc extérieur

On retrouve des traces de présence humaine à Sirolo anciennes de 100 000 ans. Les peuples se sont succédé au Néolithique. À l'âge du bronze, les Picéniens ont laissé des habitats et des nécropoles. On peut visiter à Sirolo une des plus grandes nécropoles picéniennes des Marches, datant du VIe siècle av. J.-C. qui comporte une sépulture nommée « tombe de la Reine » et où l'on a retrouvé presque deux mille objets. En 2020, est trouvée une nouvelle tombe noble de l'époque picène, datant du VIe siècle av. J.-C..
Les Grecs, à partir du IVe siècle av. J.-C., ont remonté les côtes de l'Italie méridionale et centrale et y ont trouvé des terres riches et fécondes où ils ont fondé des cités. On leur doit le nom « Komaros » pour le mont voisin, nommé ainsi à cause des arbousiers (κόμαρος) qui s'y trouvent, rebaptisé « Cumerium » par les Romains, de nos jours « Conero ». Les Romains ont laissé un aqueduc ainsi que des décorations artistiques dans les villas des environs. À l'époque romaine, Sirolo était rattachée à Numana.
Le nom du village est dérivé de celui du commandant Sirio, suivant le général Bélisaire, auquel Justinien donna aux environs de 540 apr. J.-C. le territoire de Sirolo, après la défaite des Goths qui avaient envahi le Picenum.
Aux environs de l'an mille, pour se défendre des incursions des Barbares, a été construite la citadelle de Sirolo. Celle-ci n'a jamais été prise, résistant durant tout le Moyen Âge avec ses tours, ses murs, sa cour et son arc gothique de 1050, lequel servait de porte à la ville. En 1225, la famille des contes Cortesi, seigneurs du lieu, cède la ville à Ancône en échange du titre nobiliaire. C'est pour cette raison que Sirolo est considéré comme un des châteaux d'Ancône. Sirolo a bénéficié d'une certaine autonomie de 1465 à la fin du XVIIe siècle, lorsqu'il a été intégré aux États pontificaux. Le centre historique a conservé son caractère de bourg médiéval aux ruelles étroites.

## Économie

### Transports
En automobile, on peut rejoindre Sirolo par :
- l'autoroute A14 Bologne - Tarante, sortie Loreto - Porto Recanati et Ancône sud - Osimo ;
- la route nationale 16 (Strada statale 16 Adriatica) distante de 10 km ;
- la route provinciale 1 du Cònero, Numana - Sirolo - Ancône ;
- la route provinciale 2, Sirolo - Senigallia.

Les gares ferroviaires plus proches sont celles d'Ancône et d'Osimo, sur la ligne Adriatique.
L'aéroport le plus proche est l'aéroport d'Ancône-Falconara, à 30 km environ de Sirolo.
La commune est à 19 km du port d'Ancône (it).

## Culture
Le « Palio de San Nicola di Bari » est une course opposant les différentes « contrada » (quartiers) de Sirolo. Dédié à San Nicola di Bari, saint patron de Sirolo, il se célèbre le 9 mai, fête du saint, ou le samedi ou la dimanche qui suit.

## Monuments et patrimoine
L'abbaye de San Pietro sul Conero, du XIe siècle, est une petite église d'architecture romane, qui s'avance sur une petite place et un portail baroque.
L'église paroissiale de San Nicola date de 1765. Elle est construite sur les restes d'une église antérieure remontant à 1230.
L'église de du Saint-Rosaire date du XVIIIe siècle, à quelques pas de la porte médiévale.
La petite église dédiée à la Madone datant de 1536 se trouve dans la localité « La Madonnina ».
Le théâtre communal Cortesi est un minuscule joyau de l'architecture de la fin du XIXe siècle.

## Administration
| Période                                  | Période      | Identité        | Étiquette                               | Qualité |
| ---------------------------------------- | ------------ | --------------- | --------------------------------------- | ------- |
| 23 avril 1995                            | 12 juin 1999 | Leonardo Orazi  | sans étiquette centre-gauche            | maire   |
| 13 juin 1999                             | 7 juin 2009  | Giuseppe Misiti | sans étiquette                          | maire   |
| 8 juin 2009                              | en cours     | Moreno Misiti   | sans étiquette - liste Sirolo nel cuore | maire   |
| Les données manquantes sont à compléter. |              |                 |                                         |         |

### Hameaux
San Lorenzo, Coppo

### Communes limitrophes
Ancône, Camerano, Castelfidardo, Numana

## Démographie
Habitants recensés

## Galerie de photos

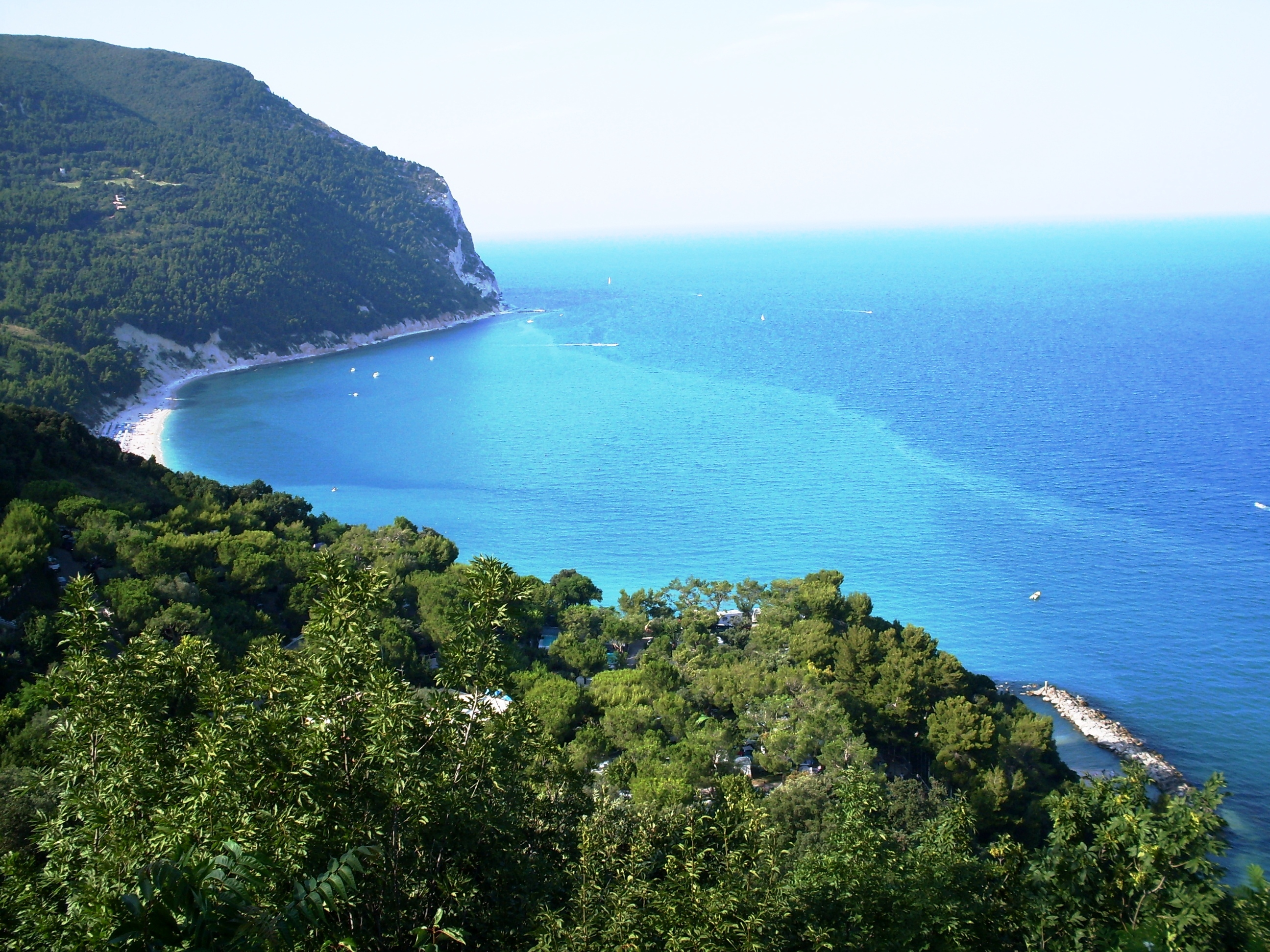
Sirolo et la mer
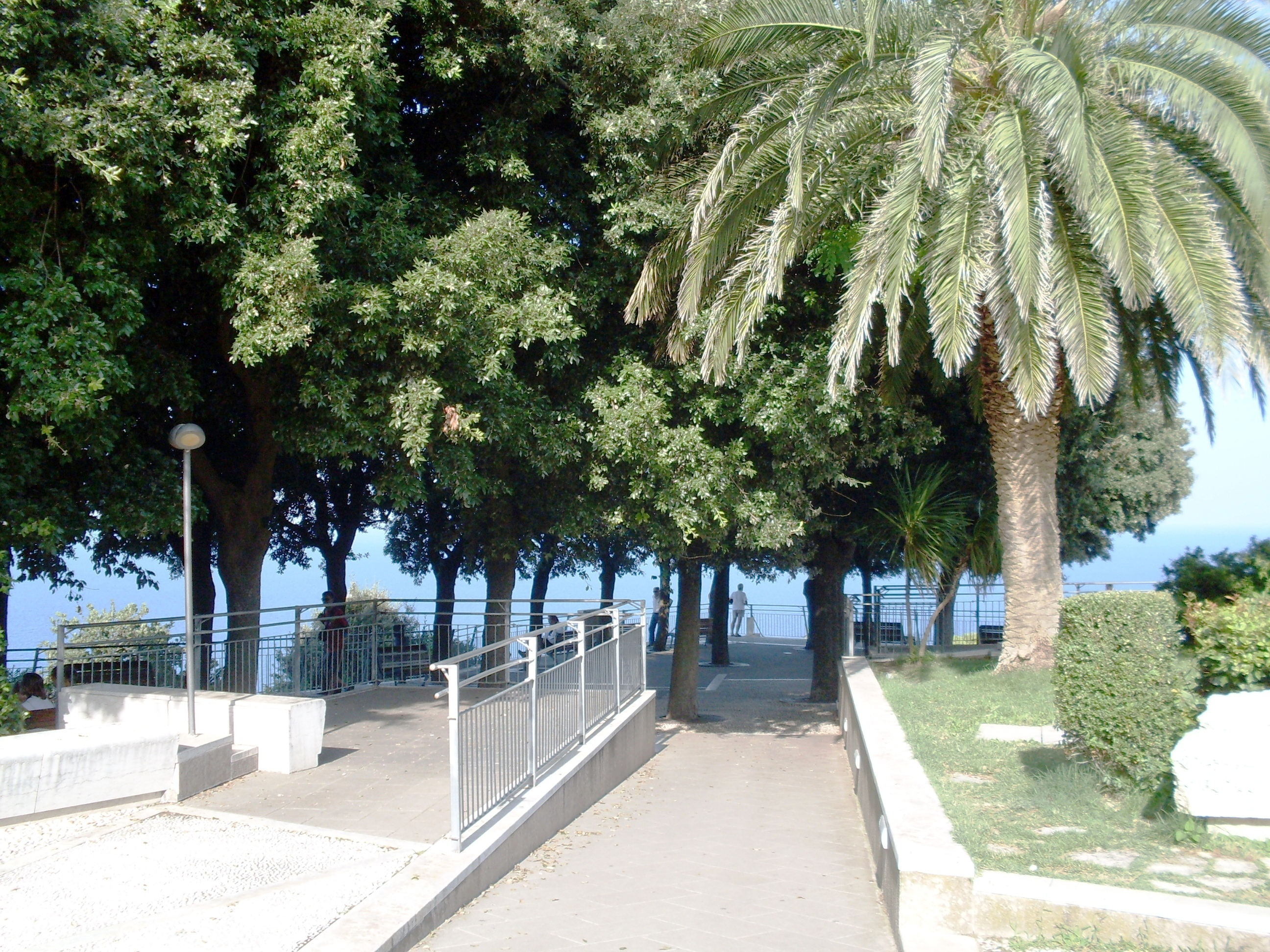
Belvédère avec vue sur la mer
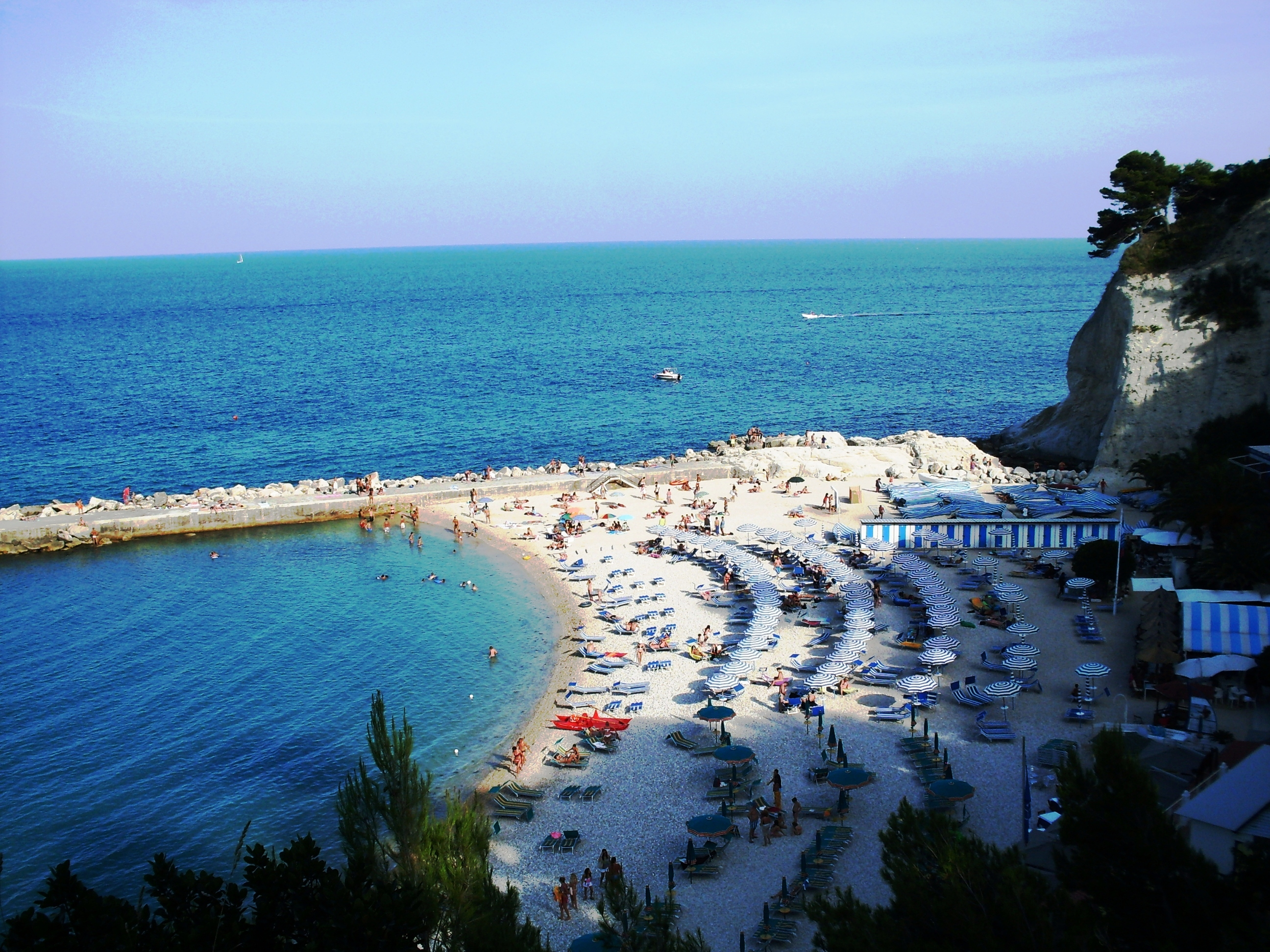
Plage municipale
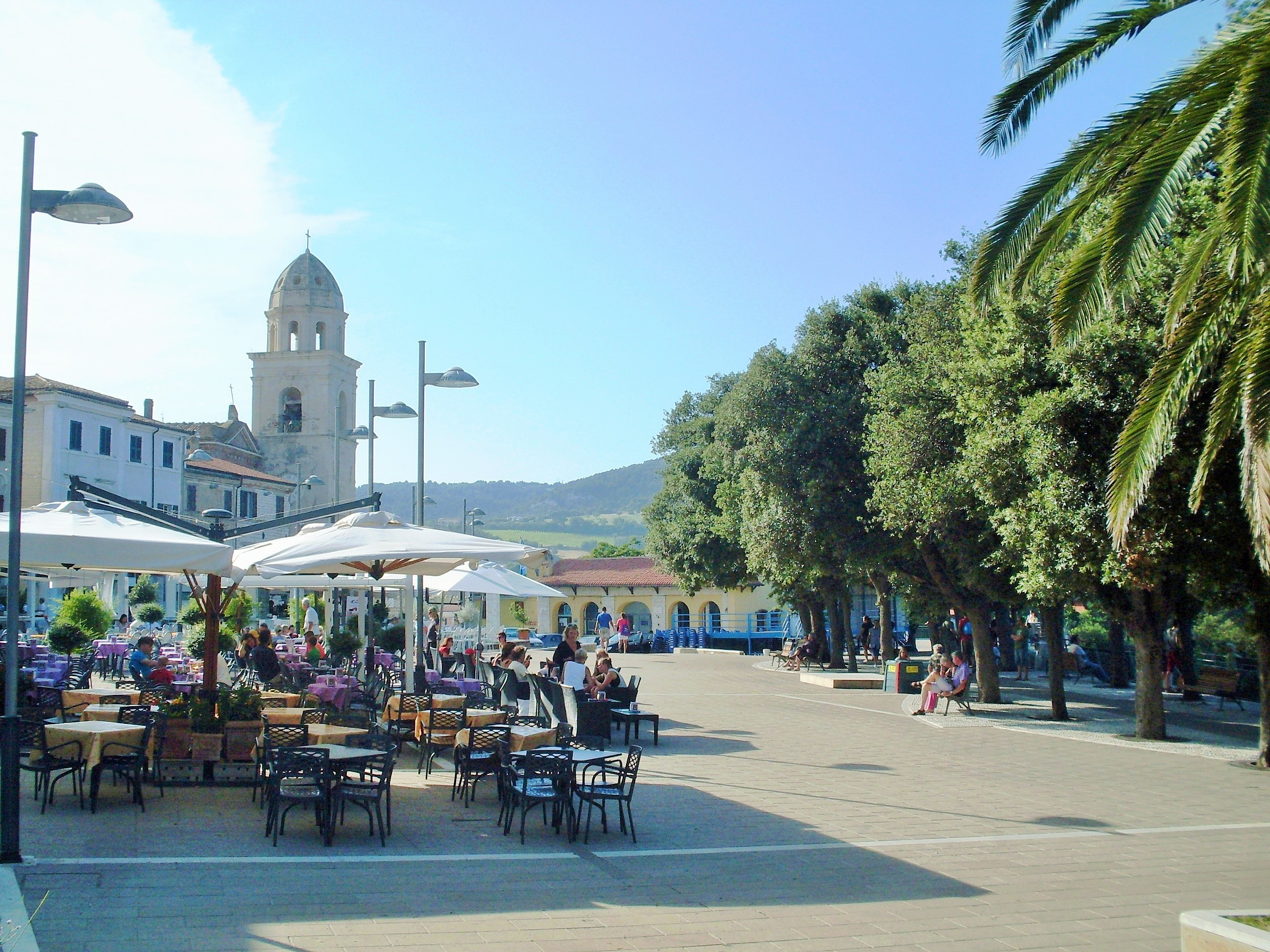
Place centrale
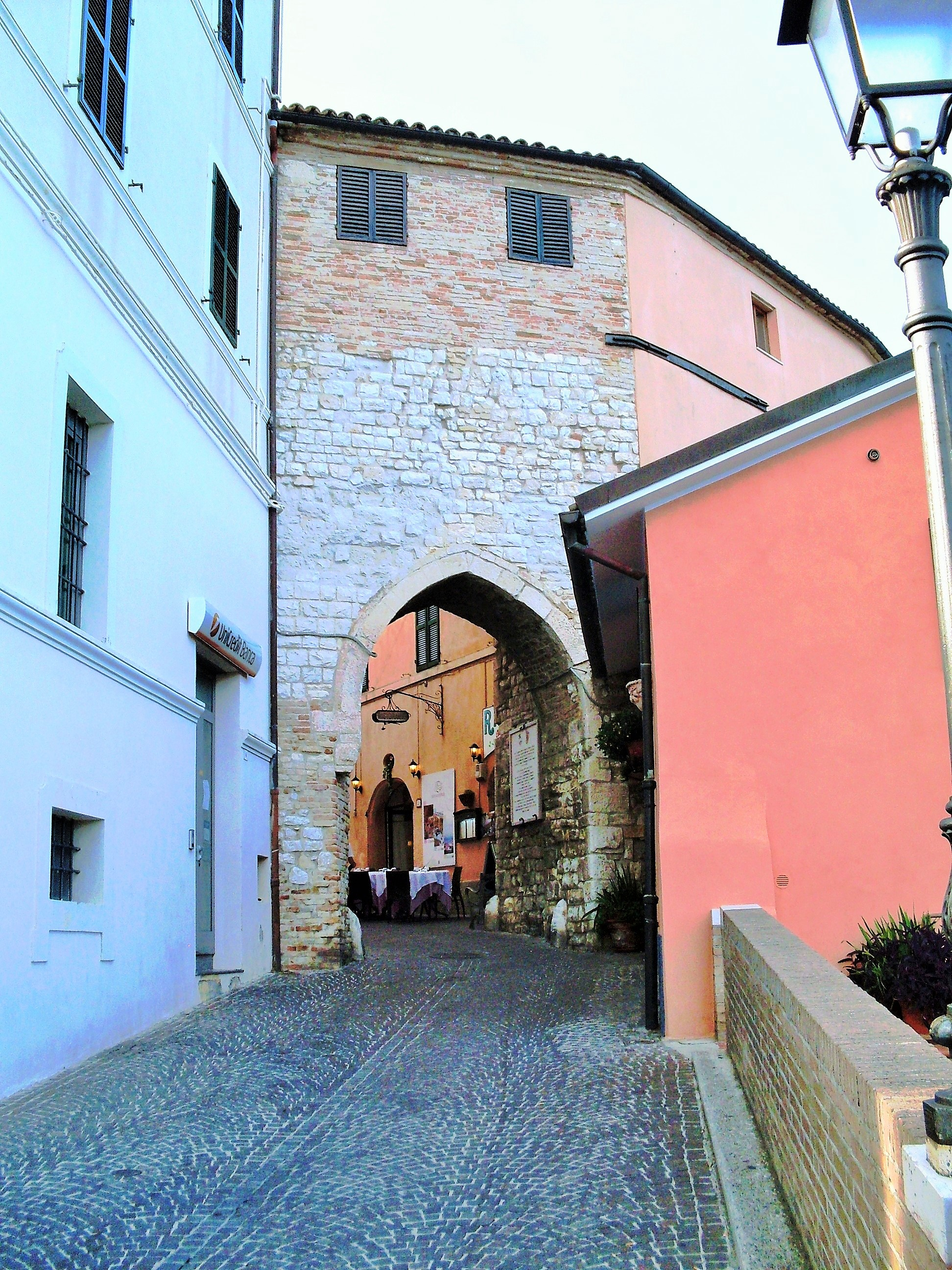
Arc externe
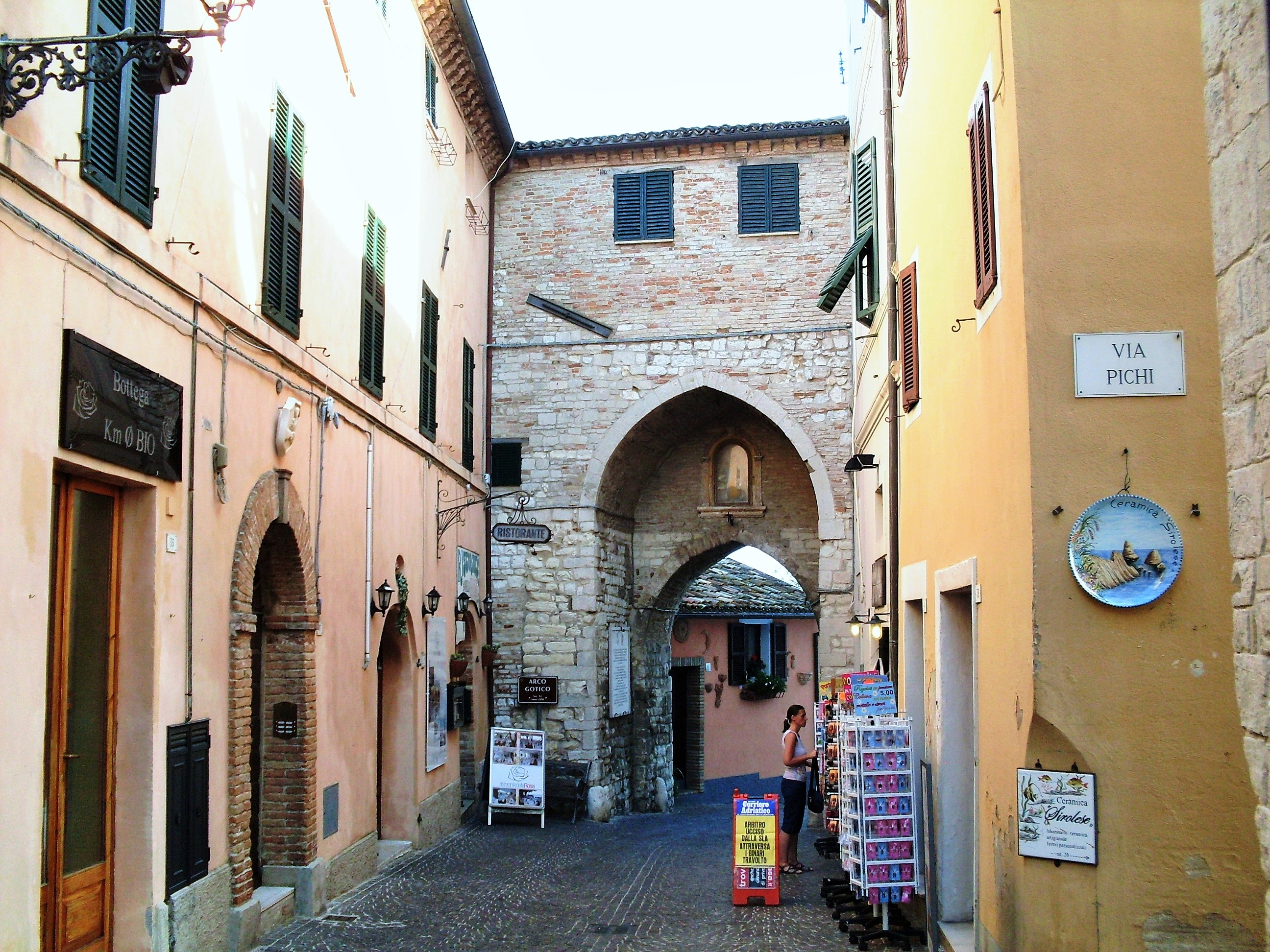
Arc interne
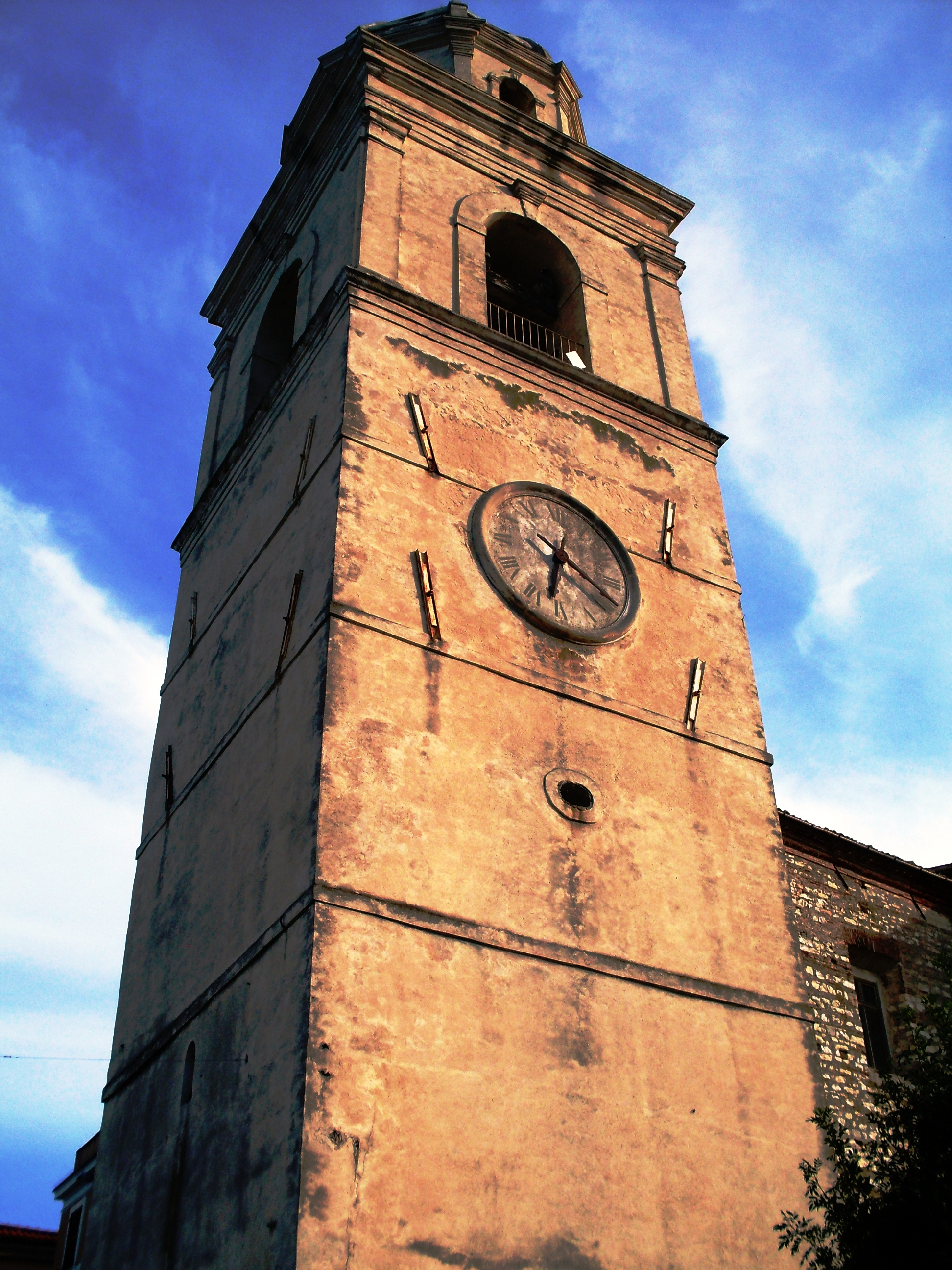
Campanile
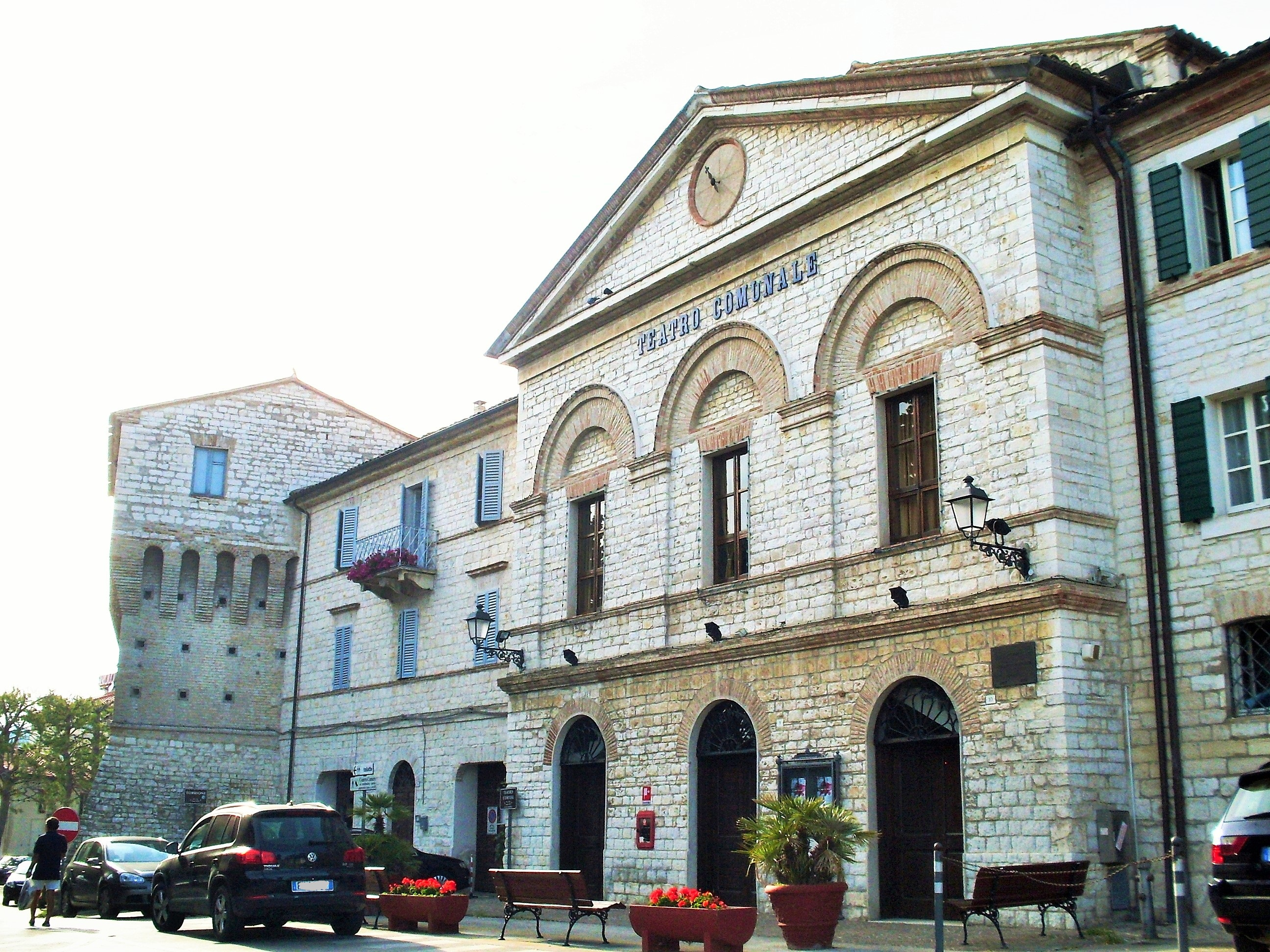
Théâtre